# Справа Міжнародного суду ООН про окупацію Ізраїлем палестинських територій
 Правові наслідки, що випливають з політики та дій Ізраїлю на окупованій палестинській території, включаючи Східний Єрусалим — це провадження в Міжнародний суд ООН (МС ООН), найвищому юридичному органі Організація Об'єднаних Націй (ООН), що випливає з резолюції, прийнятої Генеральна Асамблея ООН (ГА ООН) у грудні 2022 року з проханням до Суду винести консультативний висновок.
Ізраїль окупував Палестинські території, які включають Західний берег (в тому числі Східний Єрусалим) і Сектор Газа, з 1967 року, що робить цю окупацію найдовшою військовою окупацією в сучасній історії.

## Передумови
Проєкт пропозиції, підготовлений Державою Палестина, був схвалений Четвертим комітетом Генеральної Асамблеї Організації Об'єднаних Націй — Комітетом з питань спеціальних політичних питань і деколонізації (Четвертий комітет) 11 листопада 2022 року. Вона була прийнята 98 голосами проти 17, при 52 утрималися, і направлена до Генеральної Асамблеї. Нікарагуа представила проєкт резолюції, оскільки Палестина не є повноправним членом ООН.
30 грудня 2022 року Генеральна Асамблея ООН прийняла резолюцію A/RES/77/247 87 голосами «за», 26 «проти» і 53 «утрималися».
20 січня 2023 року Міжнародний суд підтвердив: «Запит був переданий до Міжнародного суду листом, надісланим Генеральним секретарем Організації Об'єднаних Націй Антоніу Гутеррішем 17 січня, і запит був зареєстрований вчора, у четвер».

## Голосування в Комітеті ООН зі спеціальних політичних питань та деколонізації
| Голосування | Кількість | Штати |
| ----------- | --------- | --- |
| Схвалити    | 98        | Афганістан, Алжир, Ангола, Антигуа і Барбуда, Аргентина, Вірменія, Азербайджан, Багамські острови, Бахрейн, Бангладеш, Барбадос, Бельгія, Беліз, Бенін, Ботсвана, Бразилія, Бруней-Даруссалам, Кабо-Верде, Камбоджа, Чад, Чилі, Китайська Народна Республіка, Коморські острови, Куба, Корейська Народно-Демократична Республіка, Джибуті, Домініканська Республіка, Єгипет, Сальвадор, Габон, Гамбія, Гвінея, Гвінея-Бісау, Гаяна, Індонезія, Ісламська Республіка Іран, Ірак, Ірландія, Йорданія, Казахстан, Кенія, Кувейт, Киргизстан, Лаос, Ліван, Лесото, Лівія, Люксембург, Малайзія, Мальдіви, Малі, Мальта, Мавританія, Маврикій, Мексика, Монголія, Марокко, Мозамбік, Намібія, Нігер, Нігерія, Нікарагуа, Оман, Пакистан, Панама, Парагвай, Перу, Польща, Португалія, Катар, Російська Федерація, Сент-Кітс і Невіс, Сент-Люсія, Сент-Вінсент і Гренадіни, Саудівська Аравія, Сенегал, Сьєрра-Леоне, Сінгапур, Словенія, Сомалі, Південна Африка, Шрі-Ланка, Судан, Суринам, Сирійська Арабська Республіка, Таджикистан, Тимор-Лешті, Тринідад і Тобаго, Туніс, Туркменістан, Туреччина, Уганда, Україна, Об'єднані Арабські Емірати, Узбекистан, В'єтнам, Ємен, Зімбабве |
| Проти       | 17        | Австралія, Австрія, Канада, Чехія, Естонія, Німеччина, Гватемала, Угорщина, Ізраїль, Італія, Ліберія, Литва, Маршаллові Острови, Федеративні Штати Мікронезії, Науру, Палау, Сполучені Штати, Чехія, Естонія |
| Утримався   | 52        | Албанія, Андорра, Білорусь, Болгарія, Боснія і Герцеговина, Бурунді, Бутан, Гаїті, Гана, Греція, Грузія, Данія, Еквадор, Еритрея, Ефіопія, Естонія, Фінляндія, Франція, Камерун, Кіпр, Колумбія, Коста-Ріка, Кот-д'Івуар, Латвія, Латвія, Нідерланди, Північна Македонія, Північна Македонія, Норвегія, Норвегія, Республіка Корея, Республіка Молдова, Румунія, Руанда, Сан-Марино, Сербія, Словаччина, Словенія, Солідарність, Соломонові Острови, Філіппіни, Філіппіни Монако, Чорногорія, М'янма, Нідерланди, Нова Зеландія, Північна Македонія, Норвегія, Філіппіни, Республіка Корея, Республіка Молдова, Румунія, Руанда, Сан-Марино, Сербія, Словаччина, Соломонові острови, Південний Судан, Іспанія, Швеція, Швейцарія, Таїланд, Того, Велика Британія, Уругвай |
| Всього      | 193       | |

## Реакція на резолюцію ГА ООН
Ріяд аль-Малікі, Міністр закордонних справ та експатріантів Держави Палестина, привітав резолюцію як «дипломатичний і правовий успіх і досягнення». Аль-Малікі висловив вдячність країнам, які підтримали резолюцію, ставши її авторами і проголосувавши за неї. Він закликав країни, які не підтримали резолюцію, «дотримуватися міжнародного права і не опинитися на неправильній стороні історії». За кілька днів до остаточного голосування, намагаючись перешкодити передачі конфлікту до Гааги, тодішній прем'єр-міністр Ізраїлю Яір Лапід написав 50 країнам листа, в якому закликав їх не підтримувати резолюцію в Генеральній Асамблеї.